# المديرية العامة للطيران المدني (لبنان)
المديرية العامة للطيران المدني (لبنان) هي الجهة الحكومية الرسمية المسؤولة عن الطيران المدني في لبنان. وهي إحدى مديريات وزارة الأشغال العامة والنقل اللبنانية.